# Anthony Nash
Anthony James Dillon (Tony) Nash  (Amersham, 18 maart 1936 – 17 maart 2022) was een Brits bobsleepiloot. Nash behaalde zijn grootste succes door het winnen van olympisch goud in de tweemansbob in 1964. Tijdens de wedstrijd brak een bout af van de slee van Nash, zijn Italiaanse concurrent Eugenio Monti leende een van zijn bouten uit en hierdoor kon Nash de wedstrijd afmaken. Een jaar later werd Nash in St. Moritz wereldkampioen in de tweemansbob.
Anthony Nash overleed een dag voor zijn 86e verjaardag. 

## Resultaten
- Wereldkampioenschappen bobsleeën 1963 in Igls  in de tweemansbob
- Olympische Winterspelen 1964 in Innsbruck  in de tweemansbob
- Olympische Winterspelen 1964 in Innsbruck 12e in de viermansbob
- Wereldkampioenschappen bobsleeën 1965 in St. Moritz  in de tweemansbob
- Wereldkampioenschappen bobsleeën 1966 in Cortina d'Ampezzo  in de tweemansbob
- Olympische Winterspelen 1968 in Grenoble 5e in de tweemansbob
- Olympische Winterspelen 1968 in Grenoble 8e in de viermansbob

- Library of Congress Control Number: nb2011001849
- Virtual International Authority File: 167128086

1932: Hubert Stevens / Curtis Stevens ·
1936: Ivan Brown / Alan Washbond ·
1948: Felix Endrich / Friedrich Waller ·
1952: Andreas Ostler / Lorenz Nieberl ·
1956: Lamberto Dalla Costa / Giacomo Conti ·
1964: Anthony Nash / Robin Dixon ·
1968: Eugenio Monti / Luciano De Paolis ·
1972: Wolfgang Zimmerer / Peter Utzschneider ·
1976: Meinhard Nehmer / Bernhard Germeshausen ·
1980: Erich Schärer / Josef Benz ·
1984: Wolfgang Hoppe / Dietmar Schauerhammer ·
1988: Jānis Ķipurs / Vladimir Kozlov ·
1992: Gustav Weder / Donat Acklin ·
1994: Gustav Weder / Donat Acklin ·
1998: Günther Huber / Antonio Tartaglia en Pierre Lueders / David MacEachern ·
2002: Christoph Langen / Markus Zimmermann ·
2006: André Lange / Kevin Kuske ·
2010: André Lange / Kevin Kuske ·
2014: Beat Hefti / Alex Baumann ·
2018: Francesco Friedrich / Thorsten Margis en Justin Kripps / Alexander Kopacz ·
2022: Francesco Friedrich / Thorsten Margis